# Gournay-Loizé
Gournay-Loizé est une ancienne commune du centre-ouest de la France située dans le département des Deux-Sèvres en région Nouvelle-Aquitaine.
À partir du 1er janvier 2017, Gournay-Loizé deviendra une commune déléguée au sein de la commune nouvelle d'Alloinay avec Les Alleuds. Le chef-lieu de la commune nouvelle est fixé à Gournay-Loizé.

## Géographie
Le village de Gournay est situé au sud-est du département des Deux-Sèvres à proximité de la ville de Chef-Boutonne, au nord de la région Nouvelle-Aquitaine. 
À Gournay, les paysages de la commune sont formés de plaines de champs ouverts, et de bocages. Le territoire communal est occupé à 86 % d'espaces agricoles, 9 % de forêts et milieux semi-naturels, et 4 % de territoires artificialisés. Les différents types de sols de la commune de Gournay-Loizé sont : Terres rouges moyennement profondes (66 %). Terres rouges profondes (7 %). Mais la commune de Gournay-Loizé comprend aussi des plaines calcaires, groie moyenne de la Saintonge boisée (27 %).
D'après le Centre régional de la propriété forestière, la commune de Gournay-Loizé comprend 228 hectares de forêt privée (soit 10 % du territoire communal). 

## Toponymie
Voir Gournay-sur-Aronde.

## Histoire
Par arrêté préfectoral du 26 décembre 1972 effectif au 1er janvier 1973, la commune de Loizé s'associe à Gournay qui prend le nom de Gournay-Loizé.

## Patrimoine naturel
Certains espaces naturels de la commune ont un intérêt écologique reconnu. Les zones naturelles d'intérêt écologique, faunistique et floristique de classe (grands espaces naturels riches) suivantes couvrent 11 % de la surface communale, plaine de Brioux et de Chef-Boutonne, haute vallée de la Boutonne.
Selon l'Inventaire des arbres remarquables de Poitou-Charentes il y a 4 arbres remarquables sur la commune : châtaignier, hêtre pourpre, le noyer noir et le tulipier de Virginie.
D'après Poitou-Charentes Nature de l'ambroisie a été détectée sur la commune avec un niveau d'infestation " très abondante dans au moins une parcelle ".

## Politique et administration
| Période | Période | Identité                                | Étiquette      | Qualité                            |
| ------- | ------- | --------------------------------------- | -------------- | ---------------------------------- |
| 1953    | 1965    | Marie-Magdeleine Aymé de La Chevrelière | Apparentée MRP | Conseillère municipale depuis 1945 |

| Période   | Période       | Identité       | Étiquette | Qualité |
| --------- | ------------- | -------------- | --------- | ------- |
| mars 2001 | réélu en 2008 | Pierre Burgaud | PS        |         |

## Démographie

### Avant la fusion des communes de 1973
| 1793 | 1800 | 1806 | 1821 | 1831 | 1836 | 1841 | 1846 | 1851 |
| ---- | ---- | ---- | ---- | ---- | ---- | ---- | ---- | ---- |
| 547  | 448  | 583  | 702  | 755  | 737  | 732  | 737  | 750  |

| 1856 | 1861 | 1866 | 1872 | 1876 | 1881 | 1886 | 1891 | 1896 |
| ---- | ---- | ---- | ---- | ---- | ---- | ---- | ---- | ---- |
| 748  | 796  | 788  | 774  | 762  | 742  | 795  | 778  | 742  |

| 1901 | 1906 | 1911 | 1921 | 1926 | 1931 | 1936 | 1946 | 1954 |
| ---- | ---- | ---- | ---- | ---- | ---- | ---- | ---- | ---- |
| 729  | 717  | 702  | 626  | 610  | 578  | 601  | 529  | 530  |

| 1962 | 1968 | - | - | - | - | - | - | - |
| ---- | ---- | - | - | - | - | - | - | - |
| 538  | 480  | - | - | - | - | - | - | - |

| 1793 | 1800 | 1806 | 1821 | 1831 | 1836 | 1841 | 1846 | 1851 |
| ---- | ---- | ---- | ---- | ---- | ---- | ---- | ---- | ---- |
| 472  | 508  | 504  | 548  | 543  | 564  | 563  | 560  | 566  |

| 1856 | 1861 | 1866 | 1872 | 1876 | 1881 | 1886 | 1891 | 1896 |
| ---- | ---- | ---- | ---- | ---- | ---- | ---- | ---- | ---- |
| 555  | 532  | 489  | 469  | 460  | 467  | 459  | 457  | 424  |

| 1901 | 1906 | 1911 | 1921 | 1926 | 1931 | 1936 | 1946 | 1954 |
| ---- | ---- | ---- | ---- | ---- | ---- | ---- | ---- | ---- |
| 438  | 435  | 401  | 354  | 358  | 372  | 347  | 302  | 300  |

| 1962 | 1968 | - | - | - | - | - | - | - |
| ---- | ---- | - | - | - | - | - | - | - |
| 293  | 281  | - | - | - | - | - | - | - |

### Après la fusion des communes
À partir du XXIe siècle, les recensements réels des communes de moins de 10 000 habitants ont lieu tous les cinq ans. Pour Gournay-Loizé, cela correspond à 2005, 2010, 2015, etc. Les autres dates de « recensements » (2006, 2009, etc.) sont des estimations légales.
| 1793 | 1800 | 1806 | 1821 | 1831 | 1836 | 1841 | 1846 | 1851 |
| ---- | ---- | ---- | ---- | ---- | ---- | ---- | ---- | ---- |
| 547  | 448  | 583  | 702  | 755  | 737  | 732  | 737  | 750  |

| 1856 | 1861 | 1866 | 1872 | 1876 | 1881 | 1886 | 1891 | 1896 |
| ---- | ---- | ---- | ---- | ---- | ---- | ---- | ---- | ---- |
| 748  | 796  | 788  | 774  | 762  | 742  | 795  | 778  | 742  |

| 1901 | 1906 | 1911 | 1921 | 1926 | 1931 | 1936 | 1946 | 1954 |
| ---- | ---- | ---- | ---- | ---- | ---- | ---- | ---- | ---- |
| 729  | 717  | 702  | 626  | 610  | 578  | 601  | 529  | 530  |

| 1962 | 1968 | 1975 | 1982 | 1990 | 1999 | 2005 | 2010 | 2014 |
| ---- | ---- | ---- | ---- | ---- | ---- | ---- | ---- | ---- |
| 538  | 480  | 718  | 662  | 621  | 583  | 615  | 614  | 599  |

## Lieux et monuments
- Église Saint-Pierre de Loizé. L'édifice a été inscrit au titre des monuments historiques en 1926[9].
- Église Saint-Saturnin de Gournay-Loizé.